# Acton Green (Herefordshire)
Acton Green – wieś w Anglii, w hrabstwie Herefordshire. Leży 22 km na północny wschód od miasta Hereford i 175 km na północny zachód od Londynu.